# Ito
För andra betydelser, se Ito (olika betydelser).
Itō (japanska: 伊東市?, Itō-shi) är en stad i Shizuoka prefektur vid stillahavskusten på ön Honshu i Japan. Den är belägen i Shizuoka prefektur på östra sidan av Izuhalvön, cirka 120 kilometer söder om Tokyo. Folkmängden uppgår till cirka 70 000 invånare. Itō fick stadsrättigheter 10 augusti 1947. Området är känt för sina många onsen (varma källor). I Itō finns 788 stycken, ur vilka det tillsammans strömmar 35 m³/min varmt vatten. 
Genom staden rinner floden Matsukawa. En stor del av orten ligger i Fuji-Hakone-Izu nationalpark.